# British United (Channel Islands) Airways
British United (Channel Islands) Airways, abgekürzt BUACI oder auch BU(C.I.)A, war eine britische Fluggesellschaft mit Sitz am Flughafen Jersey.

## Geschichte
British United (Channel Islands) Airways wurde am 1. November 1962 gegründet. Die Gesellschaft entstand aus der Zusammenlegung der Passagier- und Frachtstrecken von Jersey Airlines und Silver City Airways im Verkehr zu den drei Kanalinseln Jersey, Guernsey und Alderney sowie zur Isle of Man. Von Silver City Airways wurde die DC-3-Flotte übernommen, während der größere Teil ihrer Flotte in die British United Airways (BUA) integriert wurde.
Da der Name Jersey Airlines gut eingeführt und sehr populär war, wurde er noch bis zum 1. August 1963 weiter verwendet.
Die Wartung der Maschinen wurde auf die Stationen Blackpool und Jersey konzentriert. Am 1. November 1968 wurde British United (Channel Islands) Airways mit zwei anderen Tochtergesellschaften der British United Airways (BUA), nämlich British United Airways (Manx) und Morton Air Services zusammengelegt und in British United Island Airways umbenannt, um die Regionalflüge vom Kerngeschäft der BUA abzugrenzen.

## Flugziele
Die meisten Flüge gingen von Jersey aus. Angeflogen wurden unter anderem Newcastle, Blackpool, Southampton (auch mit Postflügen) und Rotterdam (von Gatwick aus).

## Flotte
Folgende Flugzeugtypen wurden von BUIA eingesetzt:
- De Havilland DH.104 Dove
- De Havilland DH.114 Heron
- Douglas DC-3
- Handley Page Herald
- Vickers Viscount

## Zwischenfälle
- Am 14. April 1965 wurde eine aus Paris-Orly kommende Douglas DC-3/C-47B-20-DK der British United (Channel Islands) Airways (G-ANTB) kurz vor dem Flughafen Jersey ins Gelände geflogen. Obwohl bei aufliegenden Wolken und einer Sicht von nur 60 Metern nach den vorgeschriebenen Wettermindestbedingungen keinerlei Anflug zulässig war, entschied der Flugkapitän auch nach einem Durchstarten, einen erneuten Anflug durchzuführen. Dabei kollidierte die rechte Tragfläche des Flugzeugs mit dem nur 18 m hohen äußersten Mast der Anflugbefeuerung, knapp 1 km vor der Landebahn, stieg wieder hoch und drehte sich in die Rückenlage. Dabei brach die rechte Tragfläche ab, die Maschine stürzte senkrecht auf ein Feld und ging in Flammen auf. Der Aufschlagpunkt lag an der Straße Oak Walk in Saint Peter (Jersey).[6] Bei diesem CFIT (Controlled flight into terrain) wurden 26 der 27 Insassen getötet, es überlebte lediglich die Stewardess.[7] Zum Zeitpunkt des Unfalls lagen die Sichtverhältnisse weit unter dem für eine Landung zulässigen Minimum.[8][9]